# Filippo Acciaiuoli
Filippo Acciaiuoli (1637? Řím – 8. února 1700 tamtéž) byl italský básník, libretista, vynálezce, tanečník a hudební skladatel.

## Život
Filippo byl synem Ottaviana a Marie Donato Acciaiuoliových. Studoval s vynikajícím prospěchem v římském semináři (Seminario Romano). Léta 1657–1667 strávil na cestách. Navštívil Německo, Maďarsko, Čechy a země severní Evropy. Nějakou dobu žil v Nizozemí. S vlastní lodí pak odplul do Anglie, Francie a Španělska. Navštívil většinu hlavních středomořských přístavů včetně afrických a asijských a patrně doplul až do Ameriky.
Po návratu do Itálie se opět věnoval studiu, zejména studiu matematiky a mechaniky a zajímal se o vše, co nějak souviselo s divadlem. Obzvláště se zabýval loutkovým divadlem. Pro toskánského velkovévodu Ferdinanda II. vytvořil loutkové divadlo se 120 postavami a umožňující důmyslným zařízením změny 24 scén. Pro loutkové divadlo psal texty i režíroval loutková představení. Nepsal však pouze pro loutkové divadlo. Byl autorem několika operních libret a sám také komponoval. (Opera Chi è cagion del suo mal pianga se stesso měla premiéru v Římě v roce 1682.) Kromě toho zkonstruoval řadu divadelních mechanismů a strojů pro jevištní techniku té doby.
Acciaiuoli byl prvním obchodním manažerem divadla Teatro Tordinona v Římě. Později řídil Teatro Capranica a byl členem L’Academia degli Immobili. Příležitostně vystupoval i jako tanečník. V roce 1658 tančil ve Florencii v interludiu opery Hipermestra Francesco Cavalliho.
Zemřel v Římě 7. nebo 8. února 1700.

## Dílo

### Opery
- Il novello Giasone (1671 Řím, Teatro Tordinona)
- Scipione Africano ebbero la prima assoluta (1671 Řím, Teatro Tordinona)
- Caligula delirante (1673 Neapol, Teatro San Bartolomeo)
- Chi è cagion del suo mal pianga se stesso (1682 Řím)

### Operní libreta
- Il Girello, hudba Jacopo Melani (Řím 1668)
- L'empio punito, hudba Alessandro Melani (Řím 1668)
- Damira placata, hudba Marc’Antonio Ziani (Benátky, 1680)